# Чувахін Дмитро Степанович
Дмитро Степанович Чувахін (рос. Дмитрий Степанович Чувахин; нар. 1903 — пом. 1997) — радянський дипломат, надзвичайний і повноважний посол.

## Біографія
Народився у 1903 році. 1934 року закінчив Московський інженерно-будівельний інститут. Упродовж 1936—1938 років навчався у Московському інституті сходознавства. Член ВКП(б). У Народному комісаріаті закордонних справ СРСР з 1938 року:
- у 1938—1942 роках працював у Повноважному представництві—Посольстві СРСР у США (з 1941 року — перший секретар);
- з 1942 року по грудень 1945 року — заступник завідувача Відділу НКЗС СРСР;
- з 12 грудня 1945 року по 16 березня 1952 року — надзвичайний та повноважний посланник СРСР в Албанії;
- з березня 1952 року по серпень 1953 року — заступник завідувача Відділу Балканських країн МЗС СРСР;
- з 25 серпня 1953 року по 26 жовтня 1958 року — надзвичайний та повноважний посол СРСР у Канаді;
- з жовтня 1958 року по 1959 рік — заступник завідувача Відділу Скандинавських країн МЗС СРСР;
- з 1961 року по лютий 1964 року — заступник завідувача Відділу Південно-Східної Азії МЗС СРСР;
- з 22 лютого по 26 квітня 1964 року — надзвичайний та повноважний посол СРСР в Занзібарі;
- з 15 жовтня 1964 року по 10 червня 1967 року — надзвичайний та повноважний посол СРСР в Ізраїлі;
- у 1967—1970 роках — на відповідальній роботі у центральному апараті МЗС СРСР.

З 1970 року — у відставці. Помер у 1997 році.